# 목포 해군기지
목포 해군기지(木浦海軍基地)는 대한민국 해군의 제3함대가 주둔하고 있는 해군기지이다.